# Steeg (Tirol)
Steeg ist eine Gemeinde mit 643 Einwohnern (Stand 1. Jänner 2025) und ein Dorf im Bezirk Reutte in Tirol (Österreich).

## Geografie

### Lage
Steeg ist der erste Ort im obersten Tiroler Lechtal und der westlichste Ort im Bezirk Reutte. Der Ort mit dem Fluss Lech liegt in einer Höhe von rund 1100 Meter über dem Meer. Nach Norden steigt das Gemeindegebiet zu den Allgäuer Alpen, im Süden zu den Lechtaler Alpen auf jeweils 2500 Meter an.
Die Gemeindefläche umfasst 6.799,76 ha, davon sind:
- 11,82 ha Baufläche
- 391,89 ha landwirtschaftlich genutzt
- 3.253,16 ha Alpen (Bergmähder und Almen)
- 1.444,19 ha Wald
- 44,34 ha Gewässer
- 36,63 ha Bundesstraße
- 1.617,73 ha Sonstige Flächen
  - 10,89 ha Wege
  - 0,08 ha Friedhof
  - 0,60 ha Sportplatz
  - 2,36 ha diverse Plätze
  - 1.603,80 ha unproduktiv

### Gemeindegliederung
Steeg besteht aus einer einzigen gleichnamigen Katastralgemeinde bzw. aus fünf Ortschaften (Einwohner Stand 1. Jänner 2025):
- Dickenau (95)
- Hägerau (179)
- Hinterellenbogen (62)
- Lechleiten (66)
- Steeg (241)

Die Ortsteile sind mehrere Dörfer und Weiler wie Walchen, Hägerau, Ebene, Dickenau, Steeg, Hinterellenbogen, Prenten, und am Ende der Lech-Schlucht liegen Lechleiten und Gehren (beide gehören zur Diözese Feldkirch und sind auch postalisch an das benachbarte Warth in Vorarlberg angeschlossen).

### Nachbargemeinden
| Warth (Bezirk Bregenz) | Oberstdorf (Bayern)                         |         |
| Lech (Bezirk Bludenz)  | Kompassrose, die auf Nachbargemeinden zeigt | Holzgau |
|                        |                                             | Kaisers |

## Geschichte
Steeg wurde 1427 als Steg erstmals urkundlich erwähnt. Da der Lech vor seiner Regulierung im Dorf Steeg besonders schmal war, befand sich dort die Brücke (mittelhochdeutsch stec ‚Brücke‘). Erste Siedler waren die Walser, die aus ihrer alten Heimat Tannberg flohen.

### Bevölkerungsentwicklung
EinwohnerJahr4505005506006507007501860189019201950198020102040EinwohnerEinwohnerentwicklung von Steeg

## Kultur und Sehenswürdigkeiten

### Bauwerke

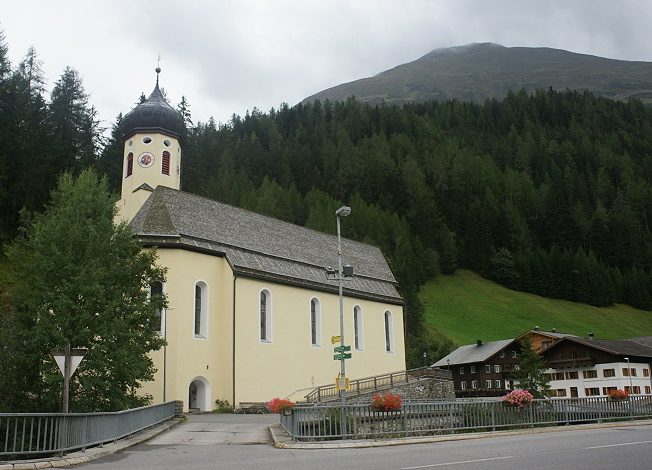
Pfarrkirche Steeg

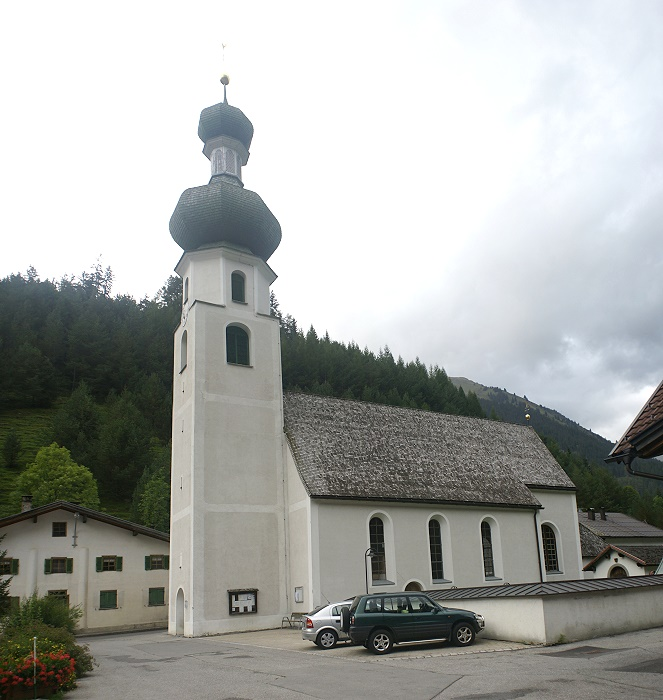
Kath. Filialkirche hll. Sebastian und Rochus in Hägerau

- Pfarrkirche Steeg, 1122 m Seehöhe
- Kirche Hägerau, 1107 m
- Kapelle Lechleiten, 1539 m
- Kapelle Gehren, 1465 m

### Vereine
- Bergrettung Ortsstelle Steeg
- Bergwacht Ortsstelle Steeg
- Eissportclub Steeg
- Freiwillige Feuerwehr Steeg
- Jungbauernschaft/Landjugend Steeg
- Musikkapelle Hägerau
- Musikkapelle Steeg
- Schützengilde Steeg
- Schützenkompanie Steeg
- Sozialkreis Steeg/Kaisers
- Sportverein Steeg
- Theatergruppe Steeg
- Viehzuchtverein Hägerau
- Viehzuchtverein Hinterellenbogen
- Viehzuchtverein Lechleiten
- Viehzuchtverein Steeg
- Viehversicherungsverein Steeg

## Wirtschaft und Infrastruktur

### Wirtschaftssektoren, Fremdenverkehr
- In Steeg befindet sich die zentrale Molkerei für das obere Lechtal. Es existieren insgesamt 33 viehhaltende (davon 27 rinderhaltende) landwirtschaftliche Betriebe.
- In der Landwirtschaft waren 22 Erwerbstätige beschäftigt, im Produktionssektor 53 und im Dienstleistungssektor 82 (Stand 2011).[5]
- Im Jahr 2010 erbrachte der Fremdenverkehr den Tourismusbetrieben ein Übernachtungsvolumen von 87.000 Nächtigungen. Die Anzahl stieg bis 2019 auf 117.000.[6]

### Verkehr
- Von Steeg aus führt die Lechtalstraße B 198 bergaufwärts in die Vorarlberger Gemeinde Warth und weiter über den Hochtannbergpass in den Bregenzerwald, talabwärts bis zum Bezirkshauptort Reutte.
- Von Steeg zweigt südlich die Straße nach Kaisers ab.
- Steeg ist der offizielle Endpunkt des Lechradweges.

## Politik

### Gemeinderat
Der Gemeinderat hat 11 Mitglieder.
| Partei                | 2022    | 2022    | 2016    | 2016    | 2010  | 2010    | 2004  | 2004    | 1998 | 1998    |
| Partei                | Prozent | Mandate | Prozent | Mandate | %     | Mandate | %     | Mandate | %    | Mandate |
| --------------------- | ------- | ------- | ------- | ------- | ----- | ------- | ----- | ------- | ---- | ------- |
| Gemeindeliste I       | 100     | 11      | 100     | 11      | 44,06 | 5       | 49,88 | 5       | 100  | 11      |
| Junge Liste für Steeg |         |         |         |         | 24,24 | 3       |       |         |      |         |
| Sicher in die Zukunft |         |         |         |         | 31,70 | 3       |       |         |      |         |
| Gemeinsam für Steeg   |         |         |         |         |       |         | 50,12 | 6       |      |         |

### Bürgermeister
Bürgermeister seit 1950 waren:
- 1950–1956 Raimund Falger
- 1956–1986 Adolf Huber
- 1986–1999 Johann Huber
- seit 1999 Günther Walch (Gemeindeliste)

### Wappen
Die Tiroler Landesregierung hat am 3. April 1973 der Gemeinde Steeg folgendes Wappen verliehen: In Grün ein silberner Wellenpfahl mit einer schwarzen Bogenbrücke überlegt.
Dies stellt den im Spätmittelalter erwähnten Flussübergang dar, nach dem die Gemeinde benannt wurde.

## Persönlichkeiten

### Ehrenbürger
Die Gemeinde Steeg ernannte folgende Ehrenbürger:
- 1954 Alfons Scherl, Pfarrer von Steeg 1929–1957
- 1961 Anna Dengel, Gründerin der Kongregation der Missionsärztlichen Schwestern
- 1968 Eduard Wallnöfer, Landeshauptmann
- 1975 Agnella Lumpert, Lehrerin in Steeg
- 1975 Walter Aichner, Pfarrer in Steeg 1964–1975
- 1979 Alois Partl
- 1981 Adolf Huber, Bürgermeister von 1956–1986
- 1988 Friedrich Ascher
- 1992 Karlheinz Baumgartner, Pfarrer in Steeg 1975–2020
- 1994 Paul Scharf[14]
- 2006 Albin Kühbacher

### Söhne und Töchter der Gemeinde
- Anna Dengel (1892–1980), Gründerin der Kongregation der Missionsärztlichen Schwestern